# Paulo Roberto Paula
Paulo Roberto de Almeida Paula (Pacaembu, 8 de julho de 1979) é um fundista brasileiro, competidor de maratona.
Representou o Brasil nos Jogos Olímpicos de Londres em 2012, onde ficou com a oitava colocação, e no Campeonato Mundial de Atletismo de 2013, em Moscou, em que ficou na sétima posição. Sua melhor marca pessoal é de 2h10m23s, conquistado em Pádua, na Itália, em 2012.

## Carreira
Atleta do Cruzeiro Esporte Clube, iniciou-se no atletismo ainda adolescente e competiu nos 10.000 metros como atleta júnior e no início da carreira de adulto. Em 2007 passou para a meia-maratona, conseguindo o segundo lugar na Meia Maratona de São Paulo daquele ano. Em 2011 ele estreou na maratona, completando a [[Maratona de Amsterdã em 2h13m15s, um 17º lugar. A partir daí melhorou seus tempos e colocações, conseguindo um terceiro lugar na Maratona di Sant'Antonio, em Pádua, em 2012, onde assinalou seu recorde pessoal para a prova. Este resultado lhe deu um lugar na equipe brasileira que disputou os Jogos Olímpicos de Londres, onde ficou com a oitava colocação, em 2h12m17s.
Em abril de 2013, De Paula voltou a Pádua e venceu a prova em 2:13:00, qualificando-se para disputar o Campeonato Mundial de Atletismo. Em Moscou 2013, ele chegou na sétima posição, de mãos dadas e com o mesmo tempo de outro brasileiro, Solonei da Silva, com a marca de 2h11m40s.
Participou dos Jogos Olímpicos disputando a maratona no Rio 2016, fazendo 2:13:56 e ficando na 15ª colocação. Ele foi o melhor brasileiro nessa prova.